# Grantorto
Grantorto là một đô thị thuộc tỉnh Padova vùng Veneto, located about 50 km northvề phía tây của Venezia và cách khoảng 25 km northvề phía tây của Padova. Tại thời điểm ngày 31 tháng 12 năm 2004, đô thị này có dân số 4.072 người và diện tích 14,1 km².
Grantorto giáp các đô thị: Carmignano di Brenta, Fontaniva, Gazzo, Piazzola sul Brenta, San Giorgio in Bosco, San Pietro in Gu.